# Aberdare

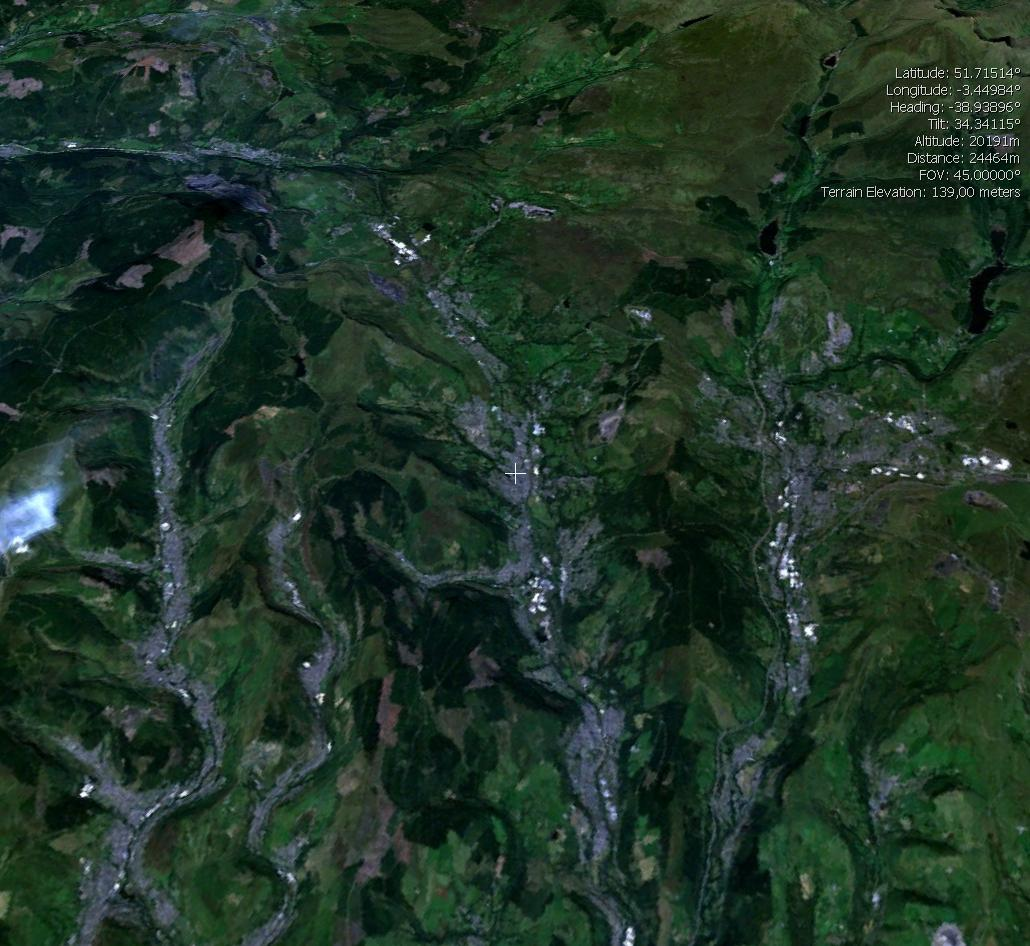
Aberdare op een satellietfoto (midden in het gebied).

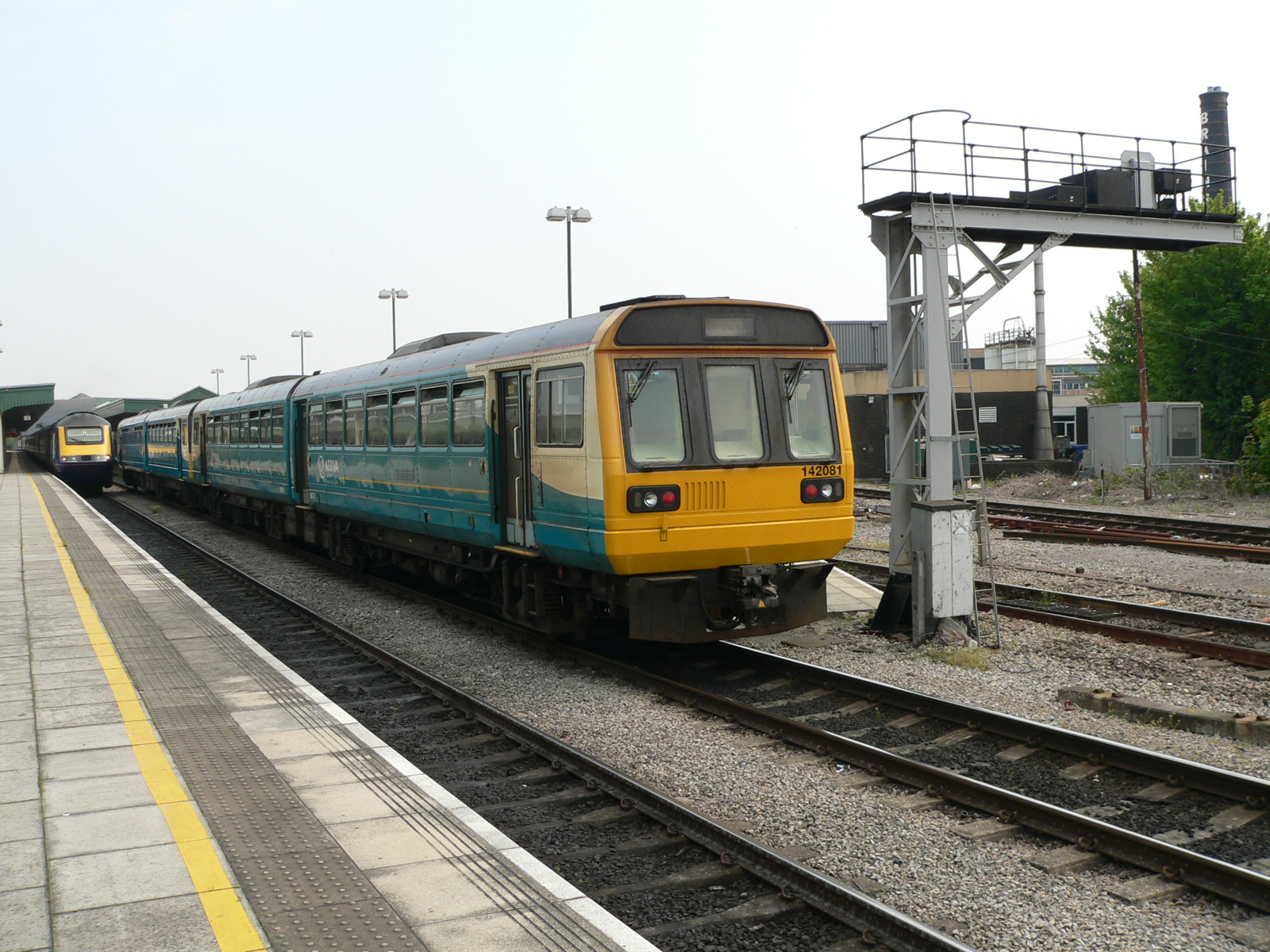
De trein van Cardiff naar Aberdare.

Aberdare (Aberdâr in het Welsh) is een plaats (town) in Wales, in de county borough Rhondda Cynon Taf en in het behouden graafschap (preserved county) Mid Glamorgan.

## Ligging en inwoneraantal
Aberdare is gelegen in het zuiden van Wales in de vallei Rhondda Cynon Taf, onderdeel van het historische graafschap Glamorgan, waar de rivieren de Dar en de Cynon samenvloeien. Het ligt drie kilometer zuidwestelijk van de plaats Merthyr Tydfil en 20 kilometer ten noordwesten van Cardiff. In 2007 telde de stad dertigduizend inwoners.

## Geschiedenis
Oorspronkelijk was Aberdare een dorp in een landbouwgebied. Aan het begin van de negentiende eeuw, toen de mijnindustrie zich begon te ontwikkelen, nam het inwoneraantal snel toe door de grote hoeveelheden steenkool en ijzererts in de directe omgeving. Telde de gemeente bij de in 1801 gehouden volkstelling slechts 1486 inwoners, vijftig jaar later waren dat er al vijftienduizend. Voor de verwerking van het ijzererts werden fabrieken gebouwd. De gedolven steenkool diende aanvankelijk als brandstof, maar werd later ook geëxporteerd en was zo een belangrijke bron van inkomsten voor de stad. Ook kwamen er verschillende baksteenfabrieken en brouwerijen. In de tweede helft van de negentiende eeuw kon de infrastructuur van Aberdare dankzij de toegenomen welvaart sterk verbeterd worden. Er kwam ook een theologische hogeschool, die tot 1902 open zou blijven.

## Heden en toekomst
Was Aberdare dus oorspronkelijk een verwerkingscentrum voor de aangevoerde ijzererts en steenkool, met de sluiting van de mijnen raakte het zijn industriële functie kwijt. Na een periode van grote werkloosheid onder de vaak niet goed geschoolde beroepsbevolking ontwikkelde de stad zich in de jaren zeventig van de 20e eeuw tot een dienstencentrum voor de handel in de vallei. Ook zijn er fabrieken voor de productie van kabels en elektronica gekomen.

## Verkeer en vervoer
Aberdare heeft een eigen treinstation, Station Aberdare, dat het eindpunt vormt van een aftakking van de Merthyr Line die begint in Cardiff.

## Geboren
- Jo Walton (1964), schrijfster
- Alice Griffiths (2001), voetbalster